# Elizabeth Patterson
Elizabeth Patterson, född 22 november 1874 i Savannah, Tennessee, död 31 januari 1966 i Los Angeles, Kalifornien, var en amerikansk skådespelerska.

## Filmografi
- 1932 – Middag kl. 8
- 1932 – Din för i kväll
- 1932 – Fasornas hus
- 1936 – Storstaden lockar
- 1938 – Blåskäggs åttonde hustru
- 1942 – Farlig som synden
- 1942 – Pass för den blonda!
- 1944 – Ja, må han leva!
- 1945 – Jag ger mig aldrig!
- 1947 – Skandalflickan
- 1949 – Unga kvinnor
- 1949 – Inkräktare i stoftet
- 1950 – Brinnande guld
- 1952 – I Love Lucy (TV-serie) (1952-1956)
- 1960 – Flickor gillar långa killar